# Subaru

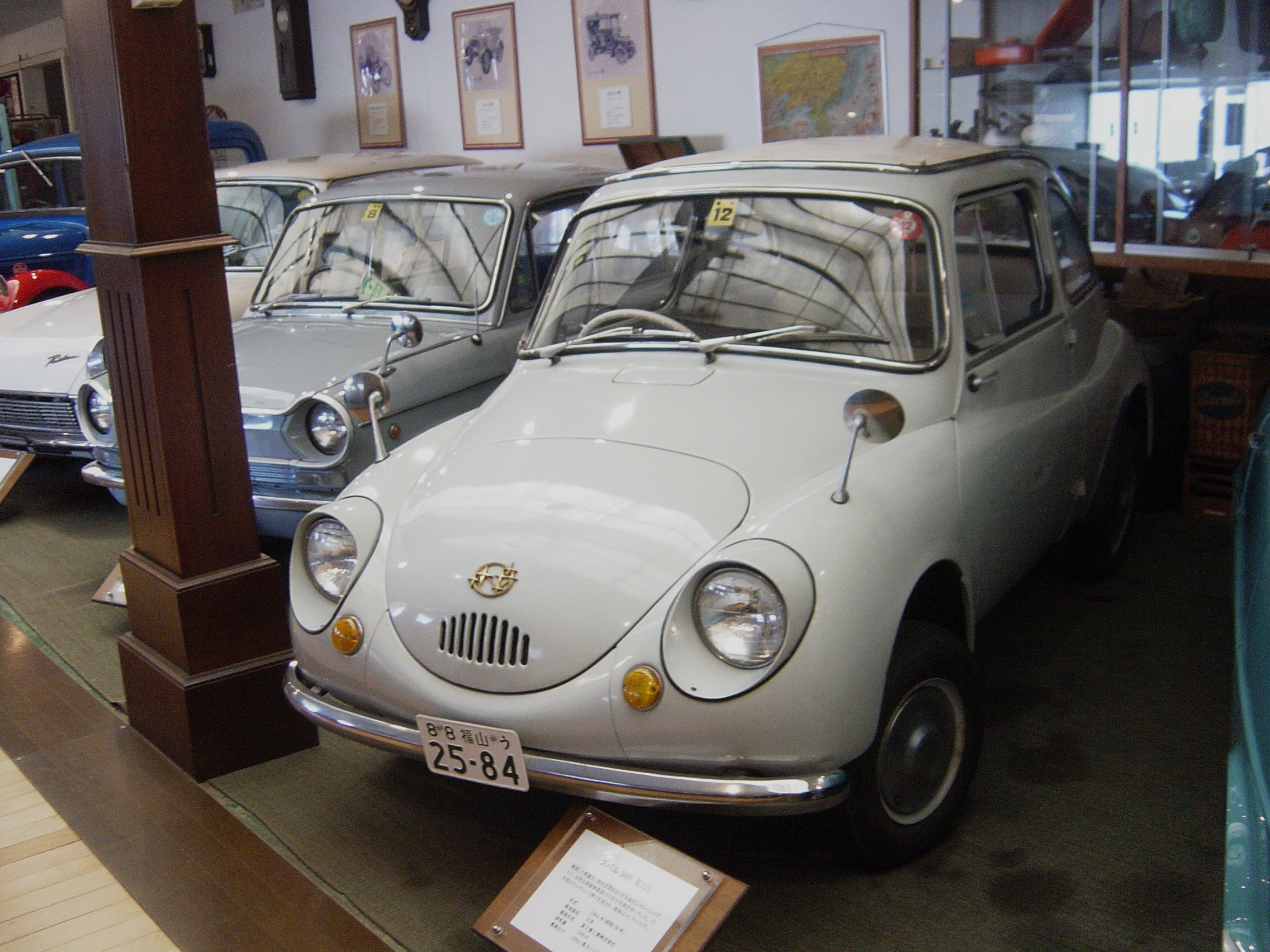
Subaru 360.

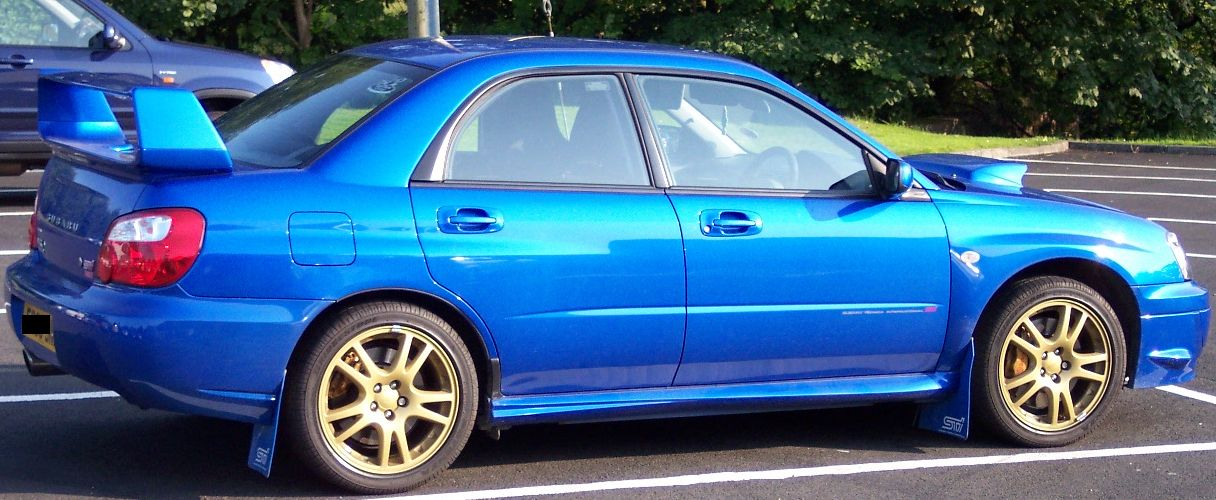
Subaru Impreza WRX STI.

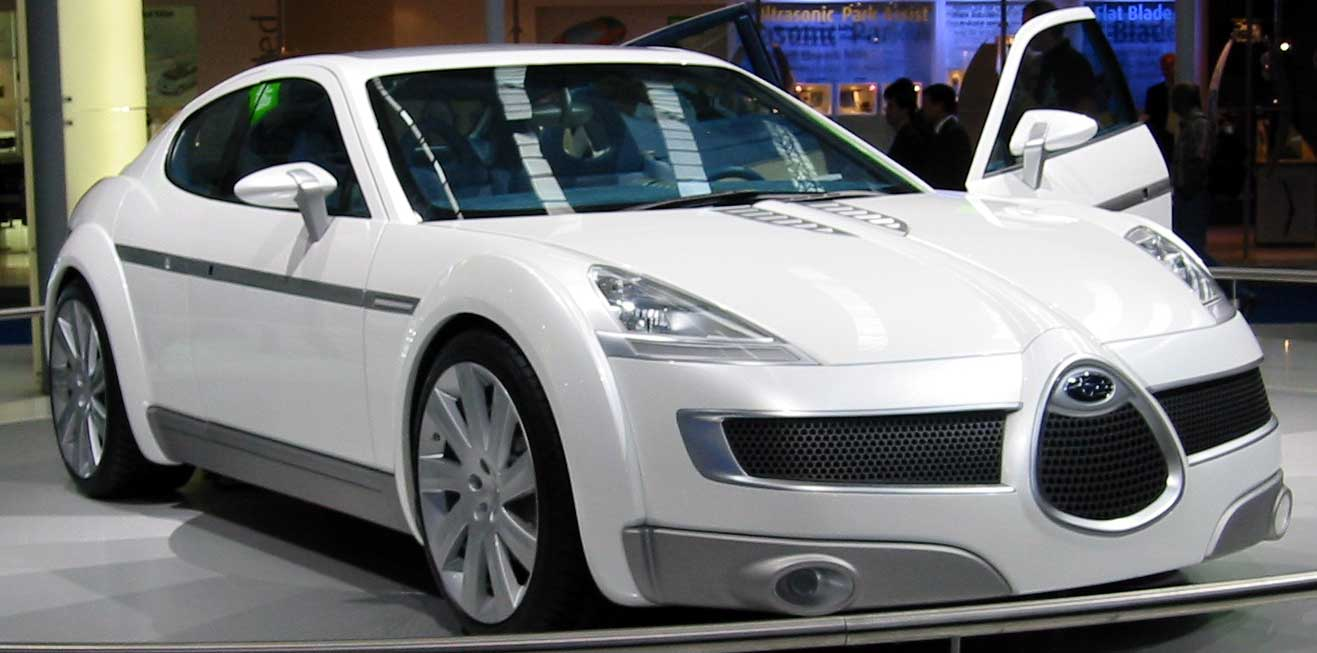
Subaru B11S koncept, 2003.

Subaru (japanska: スバル) är ett japanskt bilmärke tillverkat av Subaru Corporation (tidigare känt som Fuji Heavy Industries Ltd.) som kännetecknas av att de flesta modeller, stora som små, har fyrhjulsdrift, samt att de allra flesta har boxermotor. Subaru deltog i Rally-VM med sin Impreza-modell.

## Subarus historia
Det som sedermera kom att bli biltillverkaren Subaru var från början ett företag som under mellankrigstiden hade utvecklats till Japans största flygplanstillverkare, Nakajima Aircraft. Företaget namngavs efter grundaren Chikuhei Nakajima, som hade inspirerats av flygpionjärerna bröderna Wright och deras världshistoriska flygningar. Bolaget grundades 1917 i Gunma, norr om Tokyo.
Efter Japans nederlag i andra världskriget tvingades företaget ändra inriktning på sin produktion, Precis som den italienska flygtillverkaren Piaggio (Vespa), satsade man på skotertillverkning. Japans infrastruktur låg i spillror och det fanns ett behov av enkla och billiga fortskaffningsmedel. Dessutom kunde flygplanens landningshjul användas i skoterproduktionen. Företaget bytte också namn till Fuji Sangyo. Den första skotern som presenterades kallades Rabbit och kom ut på marknaden 1946. Den hade en tvåhästkraftersmotor på 135 kubik och blev omedelbart en succé.

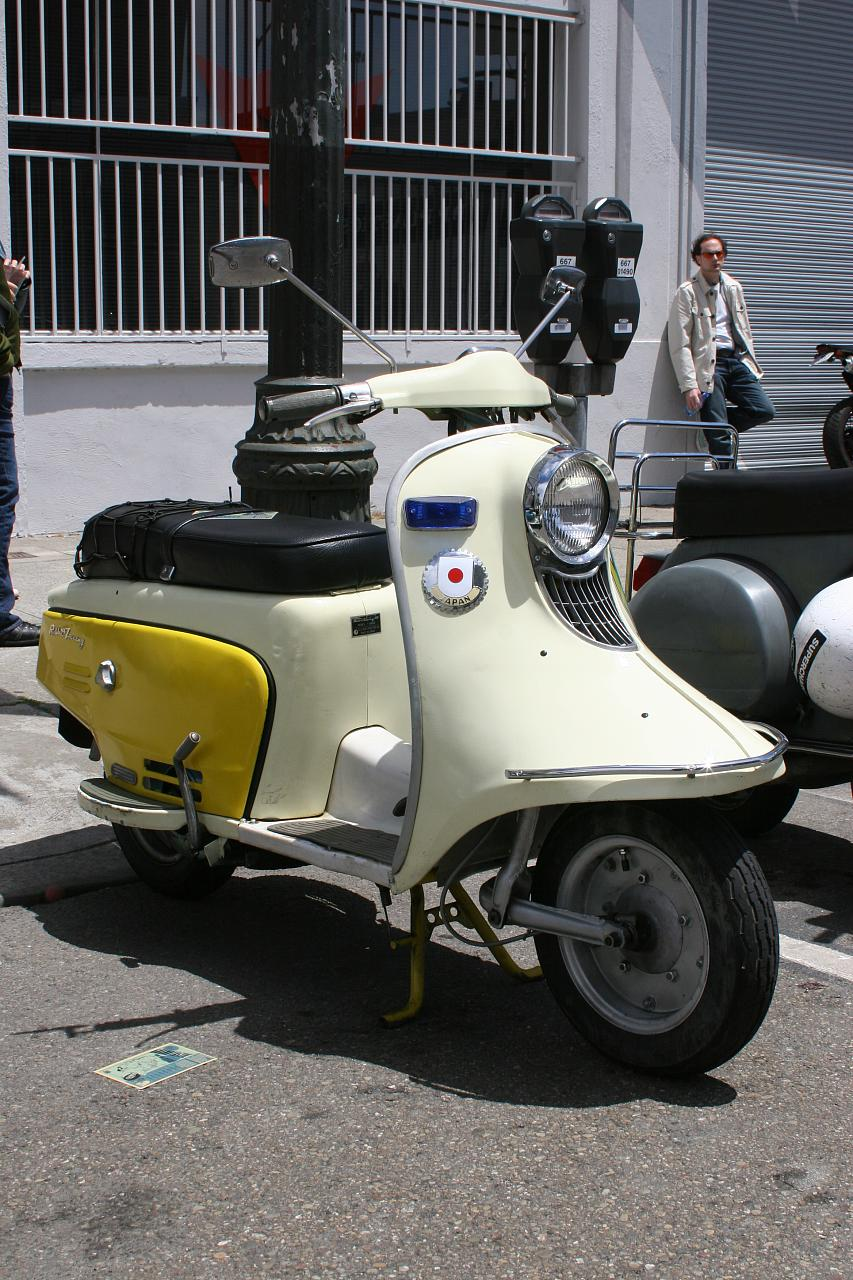
Fuji Touring 150, även kallad Fuji Rabbit scooter

Alldeles i början av 1950-talet ändrades de japanska kreditlagarna för företag, vilket ledde till att Fuji Sangyo delades upp i 12 stycken enheter. Fem av dem investerade ett par år senare i ett gemensamt bolag, som kom att heta Fuji Heavy Industries Ltd, FHI. Produktionen var inriktad mot transportsektorn, och förutom skotrar tillverkades även busskarosser. Från den andra hälften av 1950-talet började man även tillverka bilar. Den första prototypen gavs namnet Subaru som är det japanska namnet på stjärnbilden Plejaderna, som i Japan står för pånyttfödelse och styrka. Dessutom var det sex "lysande stjärnor" (precis som i Plejaderna) som stod bakom biltillverkningen, Fuji Heavy Industries, tillsammans med de fem företag som hade startat det.
I mars 1958 presenterades folkbilen Subaru 360, som var något av en japansk motsvarighet till Tysklands folkabubbla, VW typ 1. Den vägde inte mer än 385 kg och hade en motor på 16 hk. Bilen fick smeknamnet "Nyckelpigan" och tillverkades fram till 1970. Nästa milstolpe i företagets historia var introduktionen av den fyrhjulsdrivna modellen Subaru Leone 4WD Station Wagon 1972. De allra första bilarna var ett påfund av en återförsäljare och hans tekniker som hade fått en förfrågan från ett japanskt elbolag som behövde en fyrhjulsdriven bil, men som tyckte att de amerikanska jeeparna var för spartanska och obekväma[källa behövs].
Subaru Leone ersattes efter cirka femton år, 1989, av Legacy. Under 1980-talet började också rallysatsningarna som kom att få mycket uppmärksamhet. Med modellen Impreza som kom 1992 har Subaru vunnit ett flertal VM-titlar. Subaru ställde upp upp i Rally-VM under 19 år, men finanskrisen 2008 bidrog till att biltillverkaren var tvungen att dra sig ur 2009 års tävlande. Ett besked som gavs med tårar i ögonen.
Subaru köptes år 1999 upp till 20 % av General Motors, som dock sålde ut aktierna, framförallt till Toyota, år 2005.

## Subaru och Saab
Subaru Impreza låg till grund för Saab 9-2X, som under en tid såldes på den nordamerikanska marknaden. GM hade också planer på en SAAB 9-6X, grundad på Subaru B9 Tribeca, byggd i USA. Planerna var långt gångna, men när GM, som tidigare ägde andelar i Subaru och också ägde hela Saab, sålde sina aktier i Fujimotors, där bland annat Subaru och Suzuki ingår, lades projektet ner.
31 januari 2011 presenteras planer på att bygga om modellerna Legacy och Outback till gasdrift, och att detta skulle ske i Saabs lokaler i Trollhättan. 

## Subarumodeller

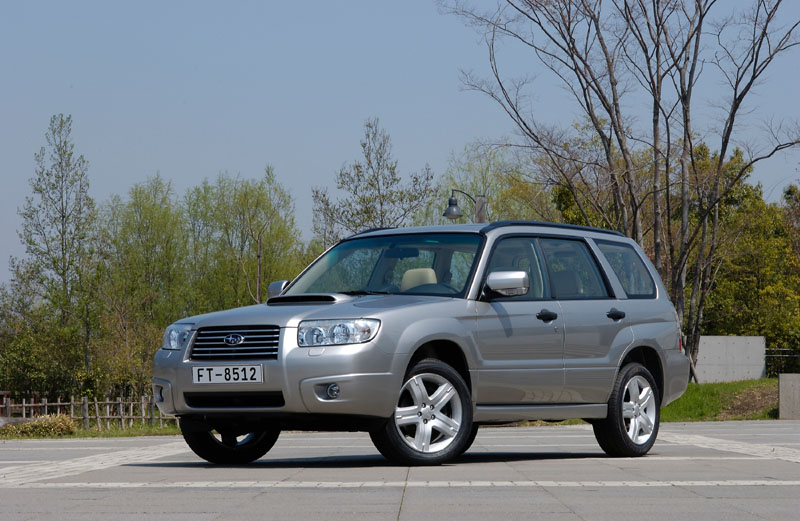
Subaru Forester 2006.

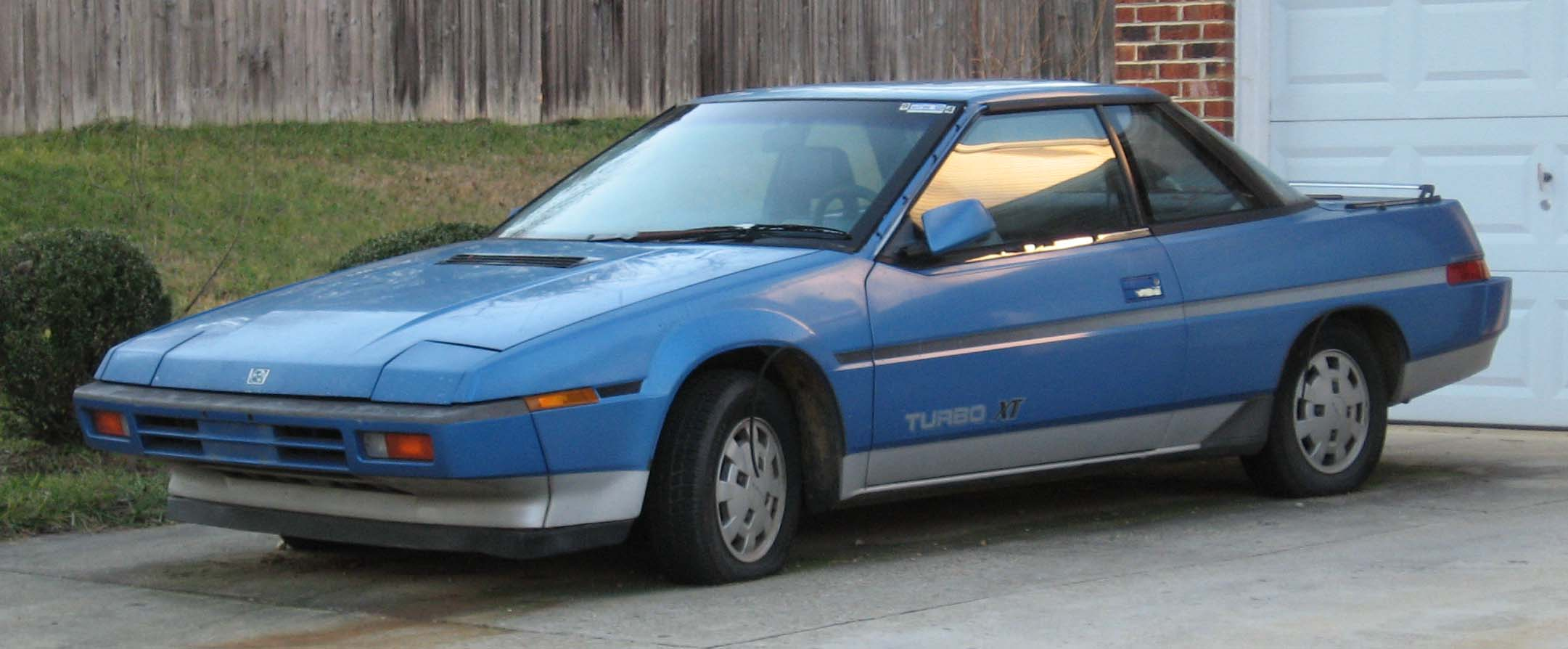
Subaru XT.

### Subarus modeller år för år
- 1946 - Fuji Sangyo tillverkar en skoter som kallas Rabbit.
- 1953 - Företaget Fuji Heavy Industries och Subaru bildas.
- 1954 - Första bilen, P1, lanseras i februari.
- 1958 - I mars -58 lanseras Subaru 360.
- 1965 - Japans första massproducerade framhjulsdrivna bil, Subaru 1000, introduceras.
- 1971 - 4-hjulsdriften föds.
- 1977 - Subaru Pick-Up lanseras.
- 1982 - Subaru lanseras i Sverige.
- 1984 - Subaru Justy lanseras.
- 1985 - Subaru Columbuss lanseras.
- 1989 - Subaru Legacy lanseras och ersätter Leone.
- 1991 - Subaru SVX lanseras.
- 1992 - Subaru Impreza lanseras.
- 1996 - Subaru Forester lanseras.
- 2006 - Subaru B9 Tribeca lanseras.
- 2007 - Subaru jubilerar med 35 år med fyrhjulsdrift.
- 2008 - Subaru presenterar världens första dieseldrivna boxermotor.
- 2012 - Subaru XV lanseras. Säljs i USA och Kanada som Subaru Crosstrek.
- 2012 - Subaru BRZ lanseras.
- 2015 - Subaru Levorg lanseras
- 2017 - Subaru Ascent lanseras.

### Lista över Subarumodeller
| - 360 - 1400 DL/GL - 1800 - Alcyone - Ascent - Baja - BRAT - B9 Tribeca - Columbuss - FF-1 G - FF-1 Star - Forester - Impreza - Justy - BRZ | - Trendy - Legacy - Leone - Levorg - GL/DL/Loyale - Outback - Pleo - R1 - R2 - Rex - Sambar - Traviq - Vivio - XT - XV/Crosstrek |